# Stanisławów Drugi (województwo mazowieckie)
Stanisławów Drugi (do 14 lutego 2002 Stanisławów koło Legionowa) – wieś sołecka w Polsce położona w województwie mazowieckim, w powiecie legionowskim, w gminie Nieporęt.
W latach 1975–1998 miejscowość położona była w województwie warszawskim. 15 lutego 2002 nastąpiła zmiana nazwy ze Stanisławów koło Legionowa na Stanisławów Drugi.
Według stanu na dzień 29 października 2008 sołectwo posiadało 152 ha powierzchni i 568 mieszkańców.
Przez wieś przejeżdża autobus Warszawskiego Transportu Publicznego linii L-8 oraz autobus bezpłatnej komunikacji Powiatu Legionowskiego 10P.